# My Truth
「My Truth」（マイ・トゥルース）は、1987年10月28日に発売されたTHE ALFEE28枚目のシングル。

## 概要
2023年現在、THE ALFEEシングルでオリコン1位を獲得したのは本作が最後である。
「シンデレラは眠れない」以来、8作振りに坂崎がリード・ヴォーカルを担当。
2009年の秋のコンサートツアーでは、ツアータイトル及びタイトルナンバーとして採用された。
カップリング曲「It's Alright」は1988年大阪国際女子マラソンのイメージソングとして使用。カップリング曲が初めてマラソンのイメージソングとなった。

## 収録曲
1. My Truth
  - 作詞・作曲：高見沢俊彦　編曲：THE ALFEE with 井上鑑
2. It's Alright
  - 作詞・作曲：高見沢俊彦　編曲：THE ALFEE

## 収録作品
- U.K. Breakfast（#1、アルバム・ヴァージョン,2）
- BEST SELECTION II THE ALFEE（#1）
- THE ALFEE THE BEST（#1）
- THE ALFEE SINGLE HISTORY VOL.III 1987-1990（#1,2）
- THE ALFEE 單曲全集二（#1）
- THE ALFEE EMOTIONAL MESSAGE SONGS（#1）
- 夢よ急げ -大阪国際女子マラソンイメージソング・アルバム-（#2）
- THE ALFEE 30th ANNIVERSARY HIT SINGLE COLLECTION 37（#1）

## 品番
- EP:7A0793
- CT:10P13196
- CD:S10A0136